# Azahara Muñoz
Azahara Muñoz (ur. 19 listopada 1987 roku w Doña Mencía) – hiszpańska zawodowa golfistka, zawodniczka ligi LPGA, uczestniczka igrzysk olimpijskich w Rio de Janeiro. 

## Igrzyska olimpijskie
Wzięła udział w kobiecych zawodach golfowych podczas trwania igrzysk olimpijskich w Rio de Janeiro. W rundach uzyskała kolejno: 68, 69, 73 i 72 punkty. Uzyskała łącznie 282 punktów, co dało jej 21. pozycję w końcowej klasyfikacji. 